# Koresand
Koresand er en ca. 20 km² stor sandbanke i Vadehavet sydvest for Mandø, som strækker sig mod syd til Juvre Dyb ved Rømø.  Koresand er er nutidigt eksempel på et højsand i vækst hen imod en mulig udvikling af en barriere-klitø. Sandbanken overskylles ved storm, hvilket hindrer vækst af planter og dannelse af permanente klitter. Navnet Korre er en vestjydsk betegnelse for et specielt fiskegarn.
Koresand er ved flod en ø, men bliver ved ebbe landfast med Mandø.  Man kan være på sandbanken i omkring tre timer, inden højvandet afskærer Koresand fra Mandø og Mandø fra fastlandet.
På den sydlige del ned mod Juvre Dyb ved Rømø er der et sælreservat, hvor man på afstand med kikkert kan observere sælerne. Mellem Mandø og Koresand i nærheden af dybvandsrenden Kanenslunde, der løber ud i Nordsøen, kan man i træksæsonen se store koncentrationer af trækfugle. I 2007 blev der på den vestlige del lokaliseret en lille koloni af terner og i 2008 blev der talt 9 par. 
Koresand ændrer hele tiden udseende, og er blevet større gennem de sidste århundreder. Siden 1970 er højsandet vokset til over 20 km². Til sammenligning er Mandøs areal inden for digerne og klitterne ca. 6 km².

## Historie
Mandøboerne købte Koresand af Christian 4. for 400 rigsdaler. 
Et sagn fortæller at indtil stormfloden i 1634 var Koresand beboet. På Korresand skulle der have ligget en by, der hed Corre By (Korre By), og fire mil mod vest skulle der have ligget en  by, der hed Knokkeby. Begge byer forsvandt i havet. Men syv mand fra Koresand var på Fanø under stormfloden, og de slog sig ned på Mandø og begyndte at sikre den med diger.
I gamle dage hentede mandøboerne deres brænde på Koresand. Der var så meget drivtømmer på sandbanken, at de kunne opvarme øens huse om vinteren. Drivtømmeret var skyllet over bord i hårdt vejr fra skibe, der fragtede tømmer som dækslast. 
Der har også været mange hvalstrandinger på højsandet i årenes løb, f.eks. den i marts 1996, hvor 3 kaskelothvaler blev skyllet op på Koresand.
Den 21. april klokken 2.42 1943 blev det engelske bombefly Handley Page Halifax (HAL HR714) skudt ned af en tysk natjager på det sydvestlige hjørne af Koresand.  Besætningen på syv omkom og blev stedt til hvile i Fovrfeld Gravlund ved Esbjerg, den 30 april 1943. De omkomne: Andrew P. Deighton, Robert Watson, Anthony Luke, Thomas Pearson, Robert C. Douglas,  John B. Watt og Raymond G. Hume. 
Den 18. juni 2010 væltede en traktortrukket turistvogn på vej til Koresand, i et meter bredt og 50 cm dybt hul i vadehavet mellem Mandø og Koresand. Tre blev dræbt og 36 kvæstedes. Hullet er sandsynligvis opstået i forbindelse med vinterens isskruninger. Hullet er så senere blevet fyldt op med materiale, som er løsere lejret end det omkringliggende materiale. Der er atter givet tilladelse til at køre til Koresand.

## Turisme
Vil man til Koresand er det også muligt selv at køre til og fra Mandø via låningsvejen fra Vester Vedsted, eller tage traktorbussen  til Mandø fra Vester Vedsted ved Ribe. Der oversvømmes normalt to gange i døgnet af tidevandet. Mandø Brugs oplyser om tidevandstiderne. Fra Mandø Brugs arrangeres der ture, af en varighed på ca. 2 timer, ud til Koresand med traktorbus fra maj til oktober. Om sommeren er der gode bademuligheder ude ved det åbne Vesterhav på det vestlige Koresand. Ved den rigtige vindretning er det muligheder for at finde rav. På den sydlige del ned mod Juvre Dyb ved Rømø er der et sælreservat, hvor man på afstand kan observere sælerne med kikkert. 
- Koresand på et kort fra 1880
- Luftfoto af Koresand og Mandø
- Koresand
- Koresand ved ebbe
- Vest for Mandø By. I forgrunden Stormflodssøjlen. I baggrunden anes Koresand.